# Zhao Jing (Schwimmerin)
Zhao Jing  (* 31. Dezember 1990 in Wuhan, Hubei, Volksrepublik China) ist eine ehemalige chinesische Schwimmerin und Weltrekordhalterin über 50 m Rücken.

## Karriere
Zhao Jing nahm an den Olympischen Spielen 2008 und 2012 teil, wobei sie 2008 eine Bronzemedaille mit der chinesischen 4×100 m-Lagenstaffel gewann. Als Spezialistin für das Rückenschwimmen wurde sie viermal Weltmeisterin über die 50 m Rücken und einmal über die 100 m Rücken. Bei ihrem Titel 2009 in Rom stellte sie über 50 m Rücken in 27,06 Sekunden einen neuen Weltrekord auf, der erst am 21. August 2018 von ihrer Landsfrau Liu Xiang gebrochen wurde.